# Leioproctus lucidulus
Leioproctus lucidulus är en biart som först beskrevs av Cockerell 1933.  Leioproctus lucidulus ingår i släktet Leioproctus och familjen korttungebin. Inga underarter finns listade i Catalogue of Life.